# Szentszéki bíró és kötelékvédő
A katolikus egyház saját életét, belső fegyelmét irányítva, fenntartva egyházi bíróságot működtet. Ez a bíróság foglalkozik természetes vagy jogi személyek jogainak érvényesítésével, megvédésével, büntetendő cselekmények esetén meghatározott büntetések kiszabásával. Az egyház saját jogon ítélkezik a lelki vagy lelkiekkel kapcsolatos dolgokra vonatkozó ügyekben, illetve az egyházi törvények megsértésével kapcsolatos ügyekben.
Minden egyházmegyében a megyés püspök az elsőfokú bíró. Bírói hatalmát személyesen vagy megbízottak révén gyakorolja. Ezt megvalósítandó egyházmegyei bíróságot működtet, annak élére bírósági helynököt nevez ki. Kinevezhet ezenfelül helyettes bírósági helynököket is. A kinevezendők feddhetetlen hírű katolikus papok lehetnek,  és lehetőleg kánonjogi tudományos fokozattal vagy jártassággal rendelkezzenek.
A bíróság tagjai még a kinevezett szentszéki bírók, akik többnyire szintén papok, de kinevezhető nem papi személy is. A bírókkal szemben is követelmény, hogy feddhetetlen hírűek legyenek, valamint az egyházjogi jártasság. A nem pap bírák csak olyan társas bíróságban vehetnek részt, ahol a többi bíró pap.
Olyan ügyekben, ahol az egyházi rend (papság) vagy a házasság szentsége kapcsán a kiszolgáltatás érvényességéről döntenek, kötelékvédőt kell kinevezni, akinek feladata, hogy az adott szentség érvényességét bizonyítani próbálja.

## A legfőbb feladatkör
A szentszéki bírók leggyakrabban házassági ügyekben ítélkeznek. A katolikus egyház tanítása szerint a házasság felbonthatatlan, azaz nem lehetséges a válás. Bizonyos esetekben előfordulhat, hogy a házasság a kötéskor nem jön létre. Ilyenkor később lehetőség van a házasság érvénytelenítésére.